# Rem (personaggio)
Rem (レム?, Remu) è un personaggio del manga ed anime Death Note, creato da Tsugumi Ōba e Takeshi Obata.

## Biografia del personaggio
(Misa Amane a Rem)
Rem è una shinigami bianca che compare alla fine del terzo volume assieme a Misa Amane. Rem fa la sua comparsa nella storia quando consegna alla ragazza il quaderno che fu di Jealous, un dio della morte che aveva dato la vita per amore di lei, prolungandone la durata vitale in netto contrasto con le regole del mondo degli shinigami. Rem ritenne che la cosa più giusta fosse affidare il quaderno alla giovane. Nel corso della storia Rem segue Misa come Ryuk fa con Light e si affeziona sempre di più a lei, a tal punto da ritenersi disposta a sacrificare la propria vita per lei. Arriva infatti a minacciare di uccidere Light Yagami, qualora questi cerchi di uccidere Misa o ne causi indirettamente la morte.
Nel periodo in cui entrambi i "Kira" vengono messi sotto sorveglianza da Elle, Rem convince la ragazza a rinunciare al quaderno per poterne perdere i ricordi ed evitare di rivelare qualche informazione, separandosi per alcune settimane da lei. Nel frattempo, su consiglio di Light, consegna il quaderno a Kyosuke Higuchi, un uomo avido e senza scrupoli che è il direttore del personale della Yotsuba, in modo che usi il quaderno per arricchirsi: proprio Light aveva espressamente ordinato a Rem di consegnare il Death Note a qualcuno che fosse avido e che godesse di una posizione di prestigio. Ciò a cui mira Light è far arrestare Higuchi dal quartier generale in quanto nuovo Kira. La separazione dura meno del previsto, in quanto Rem contatta la giovane durante un falso provino con la Yotsuba, orchestrato da Elle e Light per catturare Kira (il ragazzo in quel momento aveva perso la memoria rinunciando al quaderno, dimenticando perfino di essere lui stesso Kira). La shinigami rivela alla ragazza la pericolosa situazione e la vera identità del Kira originale, ossia l'amato Light, per proteggerla. 
Quando la polizia scopre l'esistenza del quaderno scopre di conseguenza l'esistenza della stessa Rem (che lo possiede) e degli dei della morte, mentre Light riacquista la memoria toccando il quaderno stesso e uccidendo Higuchi scrivendo il suo nome su pezzo di carta strappato dal Death Note. Qui si scopre che il giovane, prima di rinunciare alla proprietà del Death Note, aveva chiesto a Ryuk di scrivere due regole false, tra cui quella che prevede la morte di una persona che utilizza il Death Note se non scrive un nuovo nome entro 13 giorni. Avendo sia Light che Misa trascorso più di 13 giorni di prigionia senza aver utilizzato il quaderno, L si vede costretto a rilasciarli, pur nutrendo fin da subito il sospetto che la regola dei 13 giorni sia falsa. 
Quando Light chiede a Misa di recuperare l'altro quaderno (nascosto dallo stesso Light prima di perdere la memoria) e riprendere le esecuzioni fa accrescere nuovamente i sospetti su di lei, di conseguenza L decide di provare il quaderno e avere la certezza che la regola dei 13 giorni sia vera o no. Rem, intuendo che in questo modo Misa verrebbe catturata e quasi certamente uccisa tramite pena capitale o dalla stessa polizia, uccide l'investigatore e il suo assistente Watari prima che mettano in atto il loro piano, per poi morire dissolvendosi nella polvere. 
In realtà questo era tutto un piano dello stesso Light: tenendo conto del fatto che pur di evitare la morte di Misa la stessa Rem sarebbe stata disposta a sacrificare la propria vita, ha fatto in modo che quest'ultima si ritrovasse costretta a uccidere L e Watari per salvare la giovane. Light in questo modo si sbarazza in un colpo solo di tutti i suoi nemici, permettendo a Kira di dominare il mondo fino all'arrivo di Near e Mello.

## Caratterizzazione
Al contrario di Ryuk, Rem è una shinigami seria e razionale, che non si sognerebbe mai di gettare un Death Note sulla Terra per divertimento. Cerca anche di trattenere gli impulsi di Misa, suggerendole di smettere di rischiare la vita spacciandosi per Kira e di usare al massimo il quaderno per la felicità personale; questa attenzione si trasforma a poco a poco in affetto, tanto che non esita a rivelare segreti come il funzionamento degli occhi o il modo di uccidere gli shinigami. Si dichiara inoltre disposta a uccidere indifferentemente Elle o Light, nel caso uno dei due arrechi dolore a Misa. Quando viene a colloquio con Elle, si guarda bene dal rivelare informazioni sul funzionamento dei quaderni, che invece Ryuk dispensa senza pensarci a chiunque gliele chieda.

### Aspetto
Obata ha rivelato di aver disegnato l'aspetto (bianco e morbido) di Rem in opposizione a quello di Ryuk (nero e rigido), in quanto si tratta di una shinigami di sesso femminile. Per il corpo la principale fonte d'ispirazione è stata la cosiddetta "collezione xx", mentre i capelli sono ispirati a quelli della gorgone Medusa della mitologia greca.